# Desa Gudang (administrativ by i Indonesien, lat -6,89, long 107,81)
Desa Gudang är en administrativ by i Indonesien.   Den ligger i provinsen Jawa Barat, i den västra delen av landet, 130 km sydost om huvudstaden Jakarta.